# Bruno Coutinho Martins
Bruno Coutinho Martins, genannt Bruno (* 21. Juni 1986 in Porto Alegre, Brasilien), ist ein brasilianischer ehemaliger Fußballspieler, der vorrangig als linker Mittelfeldspieler eingesetzt wurde.

## Karriere

### Verein
Bruno spielte in seiner Jugend in den Jugendmannschaften des brasilianischen Erstligisten und Traditionsvereines Grêmio Porto Alegre, bevor er ab 2004 auch in den Kader der Ersten Mannschaft berufen wurde. Jedoch war er nur Ergänzungsspieler, weshalb er im Jahr 2007 an América FC (RN) in die Série A ausgeliehen wurde. Jedoch kam er auch dort nicht über die Rolle eines Ergänzungsspielers hinaus. Von Anfang August 2007 bis Ende Januar 2008 stand er in Reihen von Nacional Montevideo und absolvierte zwei Spiele (kein Tor) in der uruguayischen Primera División. Anfang 2008 wechselte er zum polnischen Erstligisten Jagiellonia Białystok. Dort konnte er sich jedoch zuerst auch nicht durchsetzen, da er sich nicht der polnischen Spielart anpassen konnte und Sprachprobleme hatte. Daher wurde der Vertrag nach einem halben Jahr aufgelöst und Bruno kehrte nach Brasilien zurück, war jedoch vereinslos. Nach kurzer Zeit entschloss er sich wieder nach Europa zurückzukehren. Der Versuch die italienische Staatsbürgerschaft zu erlangen scheiterte jedoch. Danach stand er kurz davor in die tunesische Erste Liga zu wechseln, lehnte das Angebot jedoch aufgrund der schlechten Vereinsorganisation ab. Kurz darauf wurde er vom FC Liverpool eingeladen bei ihnen mitzutrainieren, da sein Freund und ehemalige Mannschaftskollege Lucas es für ihn organisiert hatte. Insgesamt trainierte er zwei Monate in England mit. In der Winterpause bekam er eine zweite Chance bei Jagiellonia Białystok, wo er wieder einen Vertrag unterschrieb. Diesmal konnte er sich durchsetzen, wurde Stammspieler und 2010 Pokalsieger. Im Juli 2010 wechselte er dann für umgerechnet etwa 250.000 Euro zum Ligakonkurrenten Polonia Warschau, wo er auch sofort Stammspieler wurde. Im Mai 2012 einigte sich der Spieler mit dem Verein seinen bis Juni 2013 laufenden Vertrag vorzeitig aufzulösen. Ende Juni 2012 unterschrieb er einen Vorvertrag beim zypriotischen Erstligisten Omonia Nikosia, der Wechsel kam aber nicht zustande. Anfang August 2012 wechselte er dann zum israelischen Erstligisten Hapoel Tel Aviv, wo er einen Einjahresvertrag bis Ende Juni 2013 unterschrieb, mit der Option ihn um zwei Jahre zu verlängern. Ende Januar 2013 wechselte Bruno zum rumänischen Erstligisten Astra Giurgiu.

### Erfolge
- Staatsmeisterschaft von Rio Grande do Sul: 2006
- Polnischer Fußballpokal: 2010